# Cycas lindstromii
Cycas lindstromii är en kärlväxtart som beskrevs av S.L. Yang, K.D. Hill och T.H. Nguyen. Cycas lindstromii ingår i släktet Cycas, och familjen Cycadaceae. IUCN kategoriserar arten globalt som starkt hotad. Inga underarter finns listade i Catalogue of Life.